# Mistrzostwa NCAA Division II w Zapasach w 2022
Mistrzostwa NCAA Division II w zapasach w 2022 roku rozegrane zostały w Saint Louis w dniach 11–12 marca. Zawody odbyły się na terenie Chaifetz Arena.
Punkty zdobyły 44 drużyny.

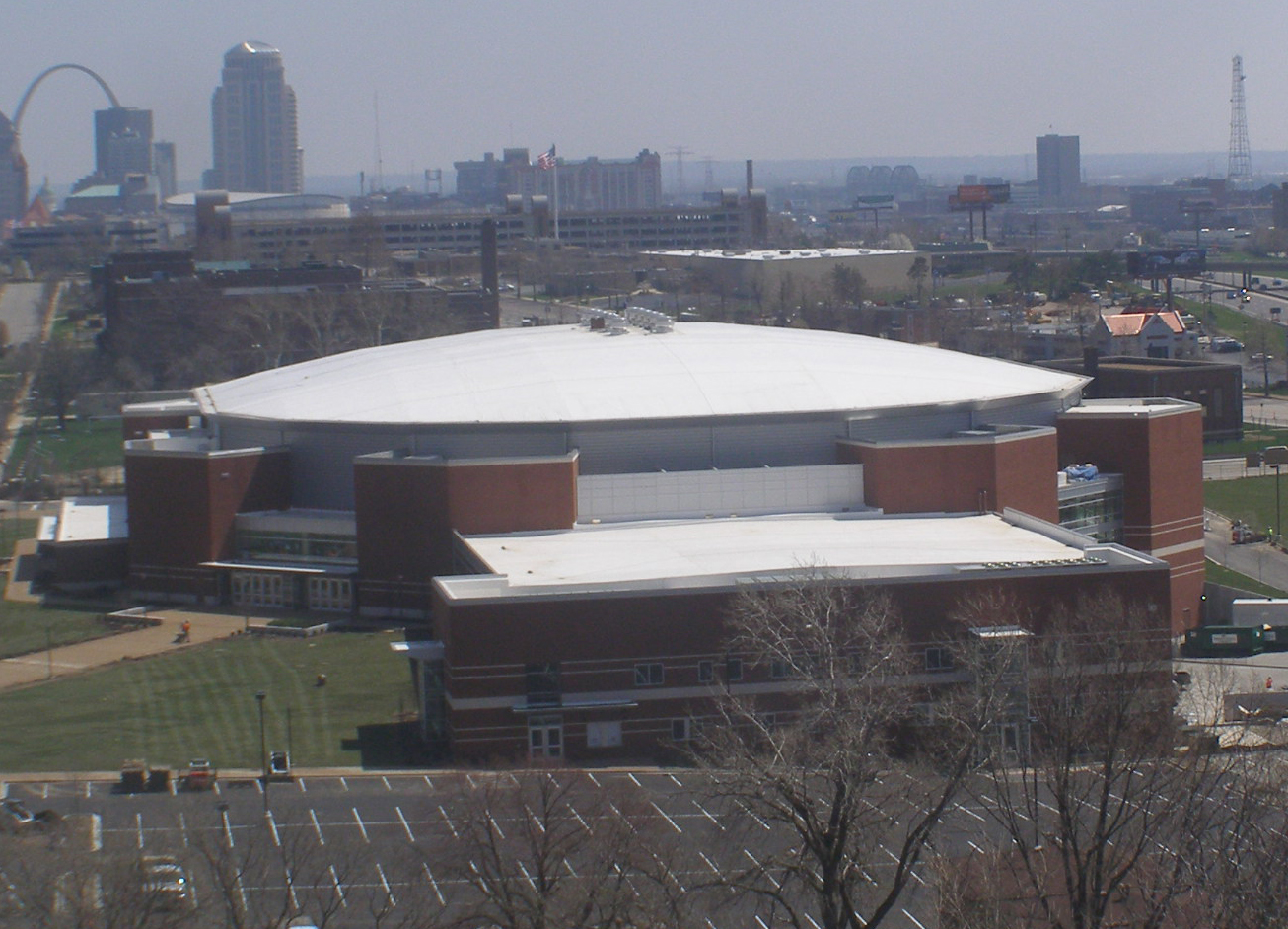

- Outstanding Wrestler – Darrell Mason[4].

## Wyniki

### Drużynowo
| Kolejność | Szkoła                              | Zespół      |
| --------- | ----------------------------------- | ----------- |
| 1.        | University of Nebraska at Kearney   | Lopers      |
| 2.        | University of Central Oklahoma      | Bronchos    |
| 3.        | West Liberty University             | Hilltoppers |
| 4.        | St. Cloud State University          | Huskies     |
| 5.        | Adams State University              | Grizzlies   |
| 6.        | University of Indianapolis          | Greyhounds  |
| 7.        | Minnesota State University, Mankato | Mavericks   |
| 8.        | Colorado Mesa University            | Mavericks   |

### All American

#### 125 lb
| Lp. | Zawodnik       | Szkoła           |
| --- | -------------- | ---------------- |
| 1.  | Cole Laya      | West Liberty     |
| 2.  | Josh Portillo  | Kearney          |
| 3.  | Tyshawn White  | Shippensburg     |
| 4.  | Paxton Rosen   | Central Oklahoma |
| 5.  | Dawson Collins | Colorado Mesa    |
| 6.  | Nick Daggett   | UNC Pembroke     |
| 7.  | Kevin Radcliff | Limestone        |
| 8.  | Cody Fatzinger | Western Colorado |

#### 133 lb
| Lp. | Zawodnik           | Szkoła          |
| --- | ------------------ | --------------- |
| 1.  | Jonathan Andreatta | Adams State     |
| 2.  | Garrett Vos        | St. Cloud State |
| 3.  | Wesley Dawkins     | Kearney         |
| 4.  | Reece Barnhardt    | Mary            |
| 5.  | Corey Gamet        | Lake Erie       |
| 6.  | Majid Corbett      | Limestone       |
| 7.  | Devin Flannery     | Millersville    |
| 8.  | Jack Huffman       | Augustana       |

#### 141 lb
| Lp. | Zawodnik          | Szkoła          |
| --- | ----------------- | --------------- |
| 1.  | Zeth Brower       | Lander          |
| 2.  | Branson Proudlock | Findlay         |
| 3.  | Joey Bianchini    | St. Cloud State |
| 4.  | Tyler Warner      | West Liberty    |
| 5.  | Nick James        | Kearney         |
| 6.  | Colby Smith       | Lindenwood      |
| 7.  | Peter Kuster      | Drury           |
| 8.  | John Carayiannis  | Belmont Abbey   |

#### 149 lb
| Lp. | Zawodnik        | Szkoła                  |
| --- | --------------- | ----------------------- |
| 1.  | Noah Hermosillo | Adams State             |
| 2.  | Sam Turner      | Kearney                 |
| 3.  | Jacob Ealy      | Pittsburgh at Johnstown |
| 4.  | Isiah Royal     | Newberry                |
| 5.  | Brik Filippo    | Central Oklahoma        |
| 6.  | Logan Bailey    | Indianapolis            |
| 7.  | Josh Laubach    | Alderson Broaddus       |
| 8.  | Darick Lapaglia | Central Missouri        |

#### 157 lb
| Lp. | Zawodnik          | Szkoła                  |
| --- | ----------------- | ----------------------- |
| 1.  | Josiah Rider      | Adams State             |
| 2.  | Baltazar Gonzalez | American International  |
| 3.  | Ryan Wheeler      | Colorado Mesa           |
| 4.  | John Ridle        | Central Missouri        |
| 5.  | Anthony Herrera   | St. Cloud State         |
| 6.  | Noah Tarr         | Davis & Elkins          |
| 7.  | Dawson Combest    | Indianapolis            |
| 8.  | Nathan Smith      | Pittsburgh at Johnstown |

#### 165 lb
| Lp. | Zawodnik      | Szkoła             |
| --- | ------------- | ------------------ |
| 1.  | Matt Malcom   | Kearney            |
| 2.  | Shane Gantz   | Wisconsin–Parkside |
| 3.  | Cory Peterson | McKendree          |
| 4.  | John Dean     | Belmont Abbey      |
| 5.  | Drew Wiechers | Ashland            |
| 6.  | Evan Fisler   | Gannon             |
| 7.  | Hunter Mullin | Western Colorado   |
| 8.  | James Penfold | Lake Erie          |

#### 174 lb
| Lp. | Zawodnik        | Szkoła               |
| --- | --------------- | -------------------- |
| 1.  | Trevor Turriff  | MSU–Mankato          |
| 2.  | Andrew Sams     | Indianapolis         |
| 3.  | Ty McGeary      | West Liberty         |
| 4.  | Austin Eldredge | Kearney              |
| 5.  | Dillon Walker   | Mercyhurst           |
| 6.  | Alex Kauffman   | Central Oklahoma     |
| 7.  | Caleb Spears    | Newberry             |
| 8.  | Allen Michel    | New Mexico Highlands |

#### 184 lb
| Lp. | Zawodnik           | Szkoła                    |
| --- | ------------------ | ------------------------- |
| 1.  | Heath Gray         | Central Oklahoma          |
| 2.  | Connor Craig       | West Liberty              |
| 3.  | Billy Higgins      | Kearney                   |
| 4.  | Dan Fillipek       | McKendree                 |
| 5.  | Martin Verhaeghe   | Fort Hays State           |
| 6.  | Caden Steffen      | Southwest Minnesota State |
| 7.  | Anderson Salisbury | Mines                     |
| 8.  | Reece Worachek     | Wisconsin–Parkside        |

#### 197 lb
| Lp. | Zawodnik       | Szkoła            |
| --- | -------------- | ----------------- |
| 1.  | Dalton Abney   | Central Oklahoma  |
| 2.  | Derek Blubaugh | Indianapolis      |
| 3.  | Nicholas Mason | Tiffin            |
| 4.  | Cole Huss      | Northern State    |
| 5.  | Gino Sita      | Alderson Broaddus |
| 6.  | Noah Ryan      | St. Cloud State   |
| 7.  | Joel Leise     | Gannon            |
| 8.  | Logan Kemp     | West Liberty      |

#### 285 lb
| Lp. | Zawodnik        | Szkoła           |
| --- | --------------- | ---------------- |
| 1.  | Darrell Mason   | MSU–Mankato      |
| 2.  | Andrew Dunn     | Kutztown         |
| 3.  | Kameron Teacher | St. Cloud State  |
| 4.  | Weston Hunt     | Mines            |
| 5.  | Lee Herrington  | Kearney          |
| 6.  | Shawn Streck    | Central Oklahoma |
| 7.  | AJ Cooper       | Fort Hays State  |
| 8.  | Freddie Nixon   | Gannon           |